# SharkNinja
Die SharkNinja Operating LLC ist ein US-amerikanischer Hersteller von Haushaltsgeräten mit Sitz in Needham (Massachusetts) mit den Marken Shark und Ninja. Der Hersteller beschäftigt im Jahr 2022 mehr als 2600 Mitarbeiter in neun Ländern.

## Geschichte
Mark Rosenzweig gründete Euro-Pro 1994 in Montreal. Im Jahr 2015 wurde das Unternehmen in SharkNinja umbenannt.
Im Jahr 2017 erwarb CDH Private Equity das Unternehmen von Weston Presidio und American Capital. Im gleichen Jahr expandierte das Unternehmen über den nordamerikanischen Markt hinaus und besitzt inzwischen über 2000 Patente weltweit. Seit 2022 hat das Unternehmen sein Sortiment erweitert und bietet unter der Kategorie Shark Beauty Haartrockner und -Styler an.
Das Unternehmen gehörte zwischenzeitlich zur JS Global Lifestyle Co. Ltd. 
Am 31. Juli 2023 schloss SharkNinja seine Trennung von JS Global ab und wurde eine unabhängige Aktiengesellschaft, deren Stammaktien an der New Yorker Börse unter dem Tickersymbol „SN“ gehandelt werden.

## Standorte
SharkNinja hat seinen Hauptsitz in Needham, Massachusetts. Global vertreten ist das Unternehmen in den USA, Kanada, Großbritannien, Deutschland, China, Japan, Italien, Spanien und Frankreich. Der deutsche Sitz des Unternehmens ist in Frankfurt am Main.

## Produkte
Während Shark hauptsächlich Staubsauger, Dampf- und Luftreiniger herstellt, produziert Ninja Küchengeräte wie Standmixer, Küchenmaschinen, Heißluftfritteusen, Eismaschinen und Kaffeemaschinen. Shark produziert seit 2022 auch Haartrockner und -Styler.